# 阿尔沃·图尔蒂艾宁

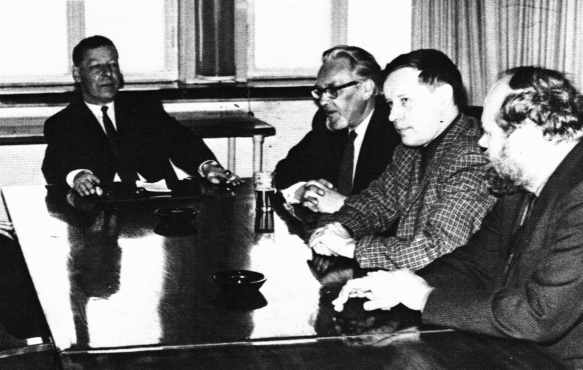
基拉社董事会会议（1962年），左二为阿尔沃·图尔蒂艾宁

阿尔沃·阿尔宾·图尔蒂艾宁（芬蘭語：Arvo Albin Turtiainen，1904年9月16日—1980年10月8日）是芬兰左派诗人和翻译家。

## 生平
图尔蒂艾宁的父亲为裁缝。他曾在赫尔辛基芬兰语中学上过五年，后来学习毕业为牙科技师。在1932至1933年他在社会科学高等学校（现坦佩雷大学）学习，并成为一位记者。自1934年起他成为自由职业的作家。
在冬季战争时图尔蒂艾宁是连长，但在继续战争时由于政治理念的缘故他不愿参战，并在1941年隐藏起来。1942年3月初他被逮捕。他以逃避兵役罪和图谋叛国罪被判四年半的监禁，并被剥夺军官军衔。他在1944年被释放。
图尔蒂艾宁是由作家和艺术家组成的社团基拉社的成员，并在1945至1947年担任刊物《四十年代》的主编。

## 文学创作
图尔蒂艾宁最初时往火炬社的杂志等刊物投稿，在1937至1939年间他还是火炬社的领导层成员。他的首部诗作《变迁》出版于1936年，他的唯一的小说《铁钩》出版于1938年。
图尔蒂艾宁为典型的赫尔辛基人，并以描述赫尔辛基工人阶层而著称。他还经常以赫尔辛基口语来作诗。他还把外国作家的作品翻译成芬兰语。

### 作品
- 《变迁》（Muutos），诗集 (1936)
- 《铁钩》（Rautakourat），小说 (1938)
- 《云朵下的道路》（Tie pilven alta），诗集 (1939)
- 《我回到了家》（Palasin kotiin），诗集 (1944)
- 《在石头和钢铁包围中的歌曲》（Laulu kiven ja raudan ympyrässä），诗集 (1945)
- Ihminen n:o 503/42. Erään kokeen päiväkirja. (1946)
- 《给党的献歌》（Laulu puolueelle），诗集 (1946)
- Kellopoijut，诗集（与埃尔维·西内尔沃合著） (1950)
- 《在港口发生的事情》（Tapahtui satamassa），广播剧 (1954)
- 《时间和爱情之歌》（Laulu ajasta ja rakkaudesta），诗歌选集 (1954)
- 《我爱》（Minä rakastan），诗集 (1955)
- 《迟到的春天》（Syyskevät），诗集 (1959)
- 《赤脚的我》（Minä paljasjalkainen），诗集 (1962)
- 《诗集 1943-64年》（Runoja 1943–64） (1964)
- 《赤脚的我：阿尔沃·图尔蒂艾宁朗读自己的诗作》（Minä paljasjalkainen: Arvo Turtiainen lukee runojaan），有声书籍 (1965)
- 《圣诞快乐》（Hyvää joulua），诗集 (1967)
- 《波尔坦山坡上的演说》（Puheita Porthaninrinteellä），诗集 (1968)
- 《面包的祖国》（Leivän kotimaa），诗集 (1974)
- 《诗集 1934–68年》（Runoja 1934–68） (1974)
- 《我的世界：1932-1975年间的作品》（Minun maailmani: Kirjoituksia 1932–1975） (1978)

## 获奖情况
- 阿莱克西斯·基维奖（芬蘭語：Aleksis Kiven palkinto），1964
- Pro Finlandia奖章，1965
- 埃诺·雷诺奖（英语：Eino Leino Prize），1973